# Barbarikon

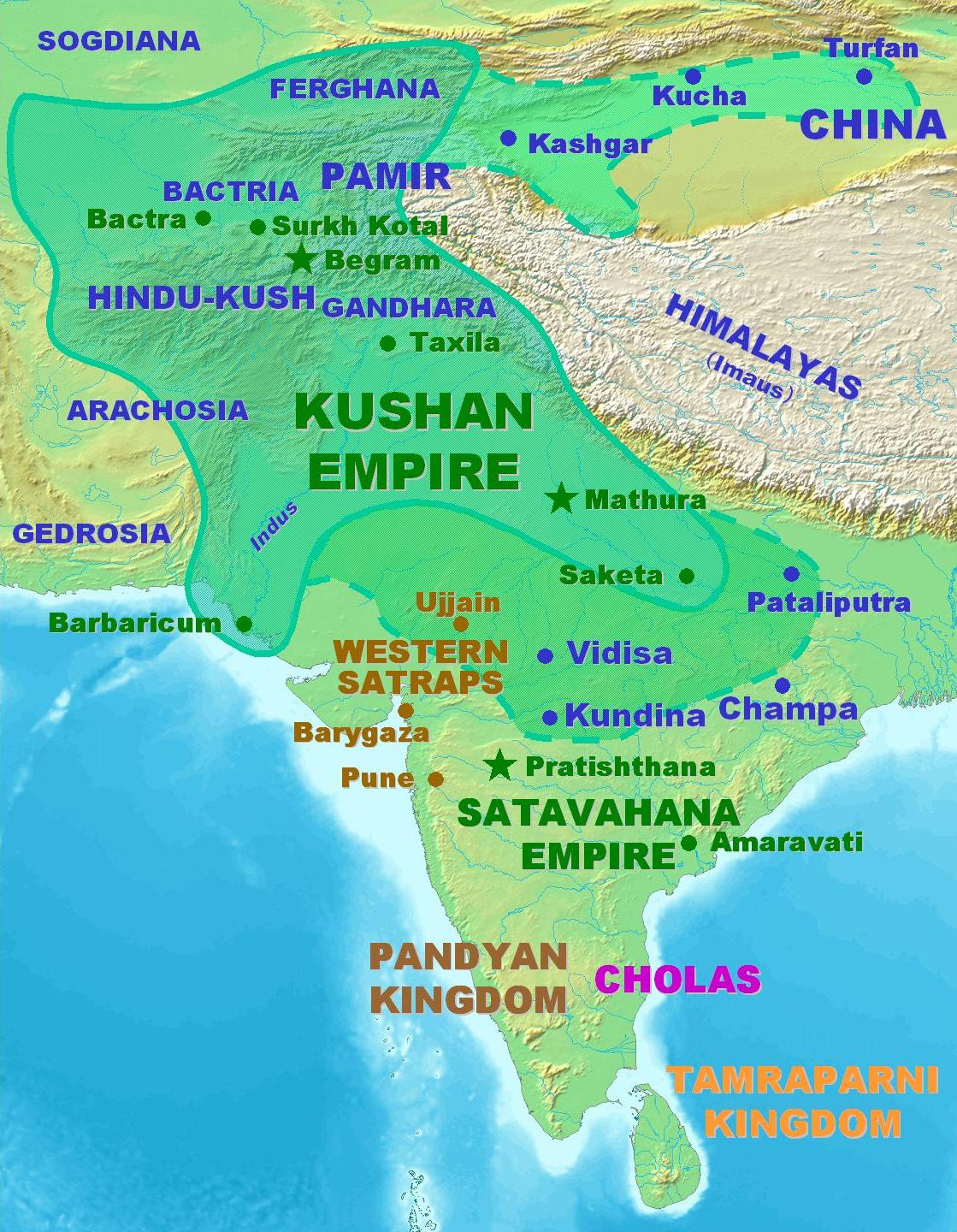
Kuschana. Mit dem Seehafen antiken Barbarikon im Nordwesten.

Barbarikon (auch als Barbarike oder Barbarei überliefert) war der Name eines Hafens in der Nähe der heutigen Stadt Karachi, Pakistan. Der Hafen war in hellenistischer Zeit und in der römischen Kaiserzeit für den Handel im Indischen Ozean und speziell für den Indienhandel von Bedeutung. 
Der Hafen wird kurz im Periplus Maris Erythraei erwähnt:
„Dieser Fluß, [der Indus] hat sieben Mündungen, sehr seicht und sumpfig, so dass sie nicht befahrbar sind, eine Ausnahme ist die in der Mitte, bei der an der Küste der Handelsort Barbaricum liegt. Davor liegt eine kleine Insel und im Inland liegt die Hauptstadt von Scythia, Minnagara.“
Weiter heißt es dort:
„Die Schiffe liegen verankert in Barbaricum, aber alle werden auf dem Fluss zur Stadt [Minnagara], zum König gefahren. Zum Importieren lohnen sich besonders: Leichte Bekleidung, gemustertes Leinen, Topase, Korallen, Styrax, Behälter aus Glas oder Gold- und Silberblech, Weihrauch und beschränkt auch Wein. Zum Exportieren sind Costus, Bdellium [Anm: Ein aromatisches Harz, ähnlich der Myrrhe], Bocksdorn [Anm.: Lycium barbarum], Narde, Türkis, Lapislazuli, Baumwollkleider, Seidengarn, und Indigo geeignet. Im Monat Juli, welcher dem Epihpi entspricht, segeln die Schiffe mit den Indischen Etesien Winde dorthin; zu dieser Zeit ist es gefährlicher, aber durch diese Winde ist die Reise direkter und schneller.“
Der Hafen wird auch in der Geographie des Ptolemaios als Barbarike erwähnt. Er fungierte anscheinend als Hafen für Minnagara und diente sowohl für Importe als auch für Exporte. Die genaue Lage ist unbekannt, der Ort ist aber wahrscheinlich mit dem späteren Banbhore identisch, das in der Spätantike als Dib/Dab bekannt war.